# Annual Review of Fluid Mechanics
Annual Review of Fluid Mechanics è una rivista scientifica sottoposta a revisione paritaria, che consiste in un volume annuale di articoli di revisione inerenti la ricerca sulla meccanica dei fluidi. Viene pubblicata dall'Annual Reviews e i redattori sono: Parviz Moin e Howard Stone. A partire dal 2023, l'Annual Review of Fluid Mechanics viene pubblicata in modalità di accesso aperto, secondo il modello editoriale del Subscribe to Open. Secondo il Journal Citation Reports, la rivista ha ricevuto un fattore di impatto per il 2023 pari a 25,4, classificandosi al primo posto fra 40 titoli presenti nella categoria "Fisica, fluidi e plasmi" e al primo posto fra 170 riviste nella categoria "Meccanica".

## Storia
Il primo volume dell'Annual Review of Fluid Mechanics è stato dato alle stampe nel 1969 dall'Annual Reviews. Il suo primo redattore è stato William R. Sears. Seguendo l'esempio dell'Annual Review of Biochemistry, ogni volume inizia tipicamente con un capitolo introduttivo in cui uno scienziato di spicco nel campo riflette sulla propria carriera e sui propri successi.
A partire dal 2020, è stata pubblicata sia in edizione a stampa che in formato elettronico. Alcuni articoli sono disponibili online prima della data di pubblicazione del volume.

## Perimetro editoriale
La rivista identifica il suo perimetro editoriale con la copertura degli sviluppi più significativi nel campo della meccanica dei fluidi, compresa la sua storia e le sue basi, i fluidi non newtoniani, la reologia, il flusso incomprimibile e comprimibile, il flusso del plasma, la stabilità del flusso, il flusso multifase, la miscelazione e il trasporto del calore, il controllo del flusso dei fluidi, la combustione, la turbolenza, le onde d'urto e le esplosioni.

## Indicizzazione
Gli abstract e gli articoli della rivista sono indicizzati da: Scopus, Science Citation Index Expanded, PASCAL, Inspec, GEOBASE e Academic Search, tra gli altri.

## Processo editoriale
Al vertice dell'Annual Review of Fluid Mechanics stanno il redattore o alcuni co-redattori. Il redattore è assistito dal comitato editoriale, che comprende i redattori associati, i membri regolari e, occasionalmente, dei redattori ospiti.
I membri ospiti partecipano su invito del direttore e hanno un mandato di un anno. Tutti gli altri membri del comitato editoriale sono nominati dal consiglio di amministrazione di Annual Reviews e hanno un mandato di cinque anni. Il comitato editoriale determina quali argomenti devono essere inclusi in ogni volume e sollecita revisioni da parte di autori qualificati. La revisione paritaria degli articoli accettati è effettuata dal comitato editoriale.

### Redattori dei volumi
Le date indicano gli anni di pubblicazione in cui qualcuno è stato accreditato come caporedattore o co-redattore di un volume di una rivista. Il processo di pianificazione di un volume inizia molto prima della sua pubblicazione. Un redattore poteva comunque essere presentato come caporedattore di un volume che aveva contribuito a pianificare, anche se era andato in pensione o deceduto prima della sua pubblicazione.
- William R. Sears (1969)[13]
- Milton Van Dyke, Walter G. Vincenti e John V. Wehausen (1970–1976)[13]
- Van Dyke, Wehausen e John L. Lumley (1977–1986)[13]
- Van Dyke, Lumley e Helen L. Reed (1987–2000)[13]
- Lumley, Reed e Stephen H. Davis (2001)[13]
- Lumley, Davis e Parviz Moin (2002)[13]
- Davis e Moin (2003–2021)[13][14]
- Moin e Howard A. Stone (2021-2025)[15]
- Stone e Jonathan B. Freund (2025-)[16]

### Comitato editoriale
Al 2025, il comitato editoriale risulta composto, oltreché dai redattori, anche dai seguenti membri:
- Dennice F. Gayme
- Rama Govindarajan
- Anne Juel
- Daniel Livescu
- Beverley J. McKeon
- Geoff Vallis
- Roberto Zenit

Al 2022, i membri del comitato erano:
- Jonathan B. Freund
- Dennice F. Gayme
- Anne Juel
- Daniel Livescu
- Beverley J. McKeon
- Geoff Vallis
- Roberto Zenit.